# فرودگاه سویسلیپا
فرودگاه سویسلیپا (به انگلیسی: Suislepa Airfield) (به زبان بومی: Suislepa lennuväli) یک فرودگاه نظامی است . این فرودگاه در کشور استونی قرار دارد و در ارتفاع ۶۲ متری از سطح دریا واقع شده است.